# Habranthus
Habranthus  es un género de amarilidáceas que comprende unas 80 especies de plantas bulbosas originarias de América. Presenta flores ligeramente zigomorfas, hermafroditas, con seis tépalos unidos en la base formando un tubo corto. Los estambres son 6, desiguales. El ovario es ínfero, el estigma  es trífido y el fruto es una cápsula globosa, loculicida. Las flores, de interés ornamental, se hallan en la extremidad de un escapo áfilo que lleva una o dos flores de 2 a 8 cm.

## Descripción
Son plantas herbáceas, perennes y bulbosas. Los bulbos son negros o de color marrón oscuro, tunicados, ovoides a globosos, frecuentemente con un largo cuello. 
Las hojas son caducas, sésiles, erectas o postradas, las bases foliares se hallan superpuestas. La lámina foliar es linear, excediendo muy raramente los dos centímetros de ancho. 
Las inflorescencias, similares a umbelas, se hallan suspendidas de escapos huecos, con espatas en su extremo, y llevan de una a cuatro flores. Las flores son declinadas a suberectas, algo zigomorfas y con el perigonio unido en la base formando un corto tubo y con forma de embudo. El perigonio mide de dos a ocho centímetros, los 6 —excepcionalmente 9— tépalos son subiguales. El androceo está formado por seis estambres con los filamentos filiformes y distalmente curvados, insertos sobre los tépalos distales al tubo perigonial.  Los estambres presentan cuatro longitudes diferentes. Las anteras son linear oblongas, dorsifijas y frecuentemente paralelas al eje de la flor.  El gineceo es de ovario ínfero, el estilo es filiforme y el estigma trífido, con los lóbulos lineales. 
El fruto es una cápsula trilocular, con paredes delgadas, subgloboso a más o menos oblongo. Cada fruto lleva numerosas semillas, de color marrón oscuro a negro, con forma de «D», aladas y lustrosas. El número cromosómico básico del género es x = 6.

## Taxonomía
Crinum purpurascens fue descrita por  William Herbert y publicado en Botanical Magazine 51: pl. 2464. 1824. La especie tipo es: Habranthus gracilifolius
Etimología
Habranthus: nombre genérico que deriva de las palabras griegas: ἀβρος habros para  "tierno", "agradable" o "pequeño" y ἄνθος anthos para "flor".

## Especies seleccionadas
| - Habranthus andersonii - Habranthus advenus - Habranthus albispiritus - Habranthus andalgalensis - Habranthus andersoni - Habranthus andersonii - Habranthus andicola - Habranthus araguaiensis - Habranthus araucanus - Habranthus argentinus | - Habranthus bagnoldii - Habranthus bagnoldi - Habranthus brachyandrus - Habranthus cardinalis - Habranthus gracilifolius - Habranthus longipes - Habranthus phycelloides - Habranthus robustus - Habranthus tubispathus |